# San Diego Open 2022
Die San Diego Open 2022 sind ein WTA-Tennisturnier der WTA Tour 2022 für Damen und ein ATP-Tennisturnier der ATP Tour 2022 für Herren in San Diego. Das Herrenturnier findet vom 19. bis 25. September und das Damenturnier vom 10. bis 16. Oktober 2022 statt.

## Herrenturnier
→ Hauptartikel: San Diego Open 2022/Herren
→ Qualifikation: San Diego Open 2022/Herren/Qualifikation

## Damenturnier
→ Hauptartikel: San Diego Open 2022/Damen
→ Qualifikation: San Diego Open 2022/Damen/Qualifikation